# Mateusz I z Jerozolimy
Mateusz I z Jerozolimy – ósmy biskup Jerozolimy. Data początku jego urzędowania nie jest znana; sprawował urząd do 120 r.